# Inés Granollers i Cunillera
Inés Granollers i Cunillera (Bellpuig, 17 de setembre de 1970) és una empresària i política catalana. Militant d'Esquerra Republicana de Catalunya, membre actiu de la comarcal de l'Urgell. Regidora a l'ajuntament de Bellpuig i diputada al Congrés dels Diputats des del 2019.